# Woldemar Backman
Herman Woldemar Backman, född 9 mars 1870 i Nykarleby landskommun, död 18 mars 1946 i Jakobstad, var en finländsk läkare.
Backman blev medicine licentiat 1896 samt medicine och kirurgie doktor 1899. Som nybliven läkare slog han sig ned i Jakobstad, där sjukvården länge hade försummats. Han arbetade energiskt för inrättandet av ett sjukhus på orten. Tack vare en donation av kommerserådet Otto Malm tillkom 1908 Malmska sjukhuset i Jakobstad, vid vilket Backman var överläkare till 1917. Efter att en tid ha varit stadsläkare i Vasa blev han provinsialläkare i Nykarleby 1923 och bosatte sig på fädernegården Juthbacka. Han deltog verksamt i kampen mot tuberkulos och hygieniska missförhållanden, men ägnade därtill sitt forskarintresse åt bland annat emigrationsproblem, befolkningsstatistik, genealogi (han betraktas som vägröjare i Finland för en tillämpad genealogisk forskning). 
Backman utgav en stor mängd medicinska undersökningar och populära skrifter om sjukdomar i matsmältningsorganen samt de medicinskhistoriska arbetena Nykarleby provinsialläkardistrikt 1874–1920 (1927) och (tillsammans med Severi Savonen) Lungsotens förlopp i Finland 1771–1929 (1934, även på finska och tyska). Han tilldelades extra ordinarie professors titel 1918. 
Backman och hans hustru Elisabet (född Nylund, 1870–1950), som också var läkare, var två centralgestalter i Svenska Österbottens medicinska liv.